# Charles Dwight Marsh
Pour les articles homonymes, voir Dwight et Marsh.
Charles Dwight Marsh est un biologiste américain né le 20 décembre 1855 à Hadley, dans le comté de Hampshire dans le Massachusetts et mort le 23 avril 1932.

## Biographie
Il est le fils de J. Dwight Marsh et de Sarah née Ingram. Il obtient son Bachelor of Arts à l’Amherst College en 1877, son Master of Arts en 1880. Il se marie avec Florence Lee Wilder le 27 décembre 1883.
Marsh enseigne la chimie et la biologie au Ripon College (Wisconsin) de 1883 à 1889, puis uniquement la biologie de 1889 à 1904 et assure la fonction de doyen de 1900 à 1904. Il enseigne la biologie à l’Earlham College de 1904 à 1905. De 1905 à 1915, au sein du service sur les plantes industrielles du ministère américain de l’agriculture, il se spécialise sur la physiologie des plantes venimeuses. À partir de 1915 et jusqu’à son départ à la retraite en 1931, il s’occupe du même sujet dans le service de la production animale. Il obtient un doctorat à l’université de Chicago en 1904 et un doctorat de sciences honoraire en 1927.
Outre ses travaux sur les plantes venimeuses, il s’intéresse notamment aux crustacés et est notamment nommé conservateur honoraire du département de carcinologie du National Museum of Natural History.

## Source
- Allen G. Debus (dir.) (1968). World Who’s Who in Science. A Biographical Dictionary of Notable Scientists from Antiquity to the Present. Marquis-Who’s Who (Chicago) : xvi + 1855 p.